# Saison 1996-1997 du Paris Saint-Germain
Maillots
Chronologie
Saison précédente Saison suivante
La saison 1996-1997 du Paris Saint-Germain est la vingt-septième saison de l'histoire du club. Le PSG participe alors au championnat de D1, à la Coupe de France, à la Coupe de la Ligue, à la Coupe d'Europe des vainqueurs de coupe ainsi qu'à la supercoupe de l'UEFA.